# Axonchium dudichi
Axonchium dudichi is een rondwormensoort. De wetenschappelijke naam van de soort is voor het eerst geldig gepubliceerd in 1952 door Andrássy.